# Malmurzyn
Malmurzyn – wieś w Polsce położona w województwie świętokrzyskim, w powiecie kieleckim, w gminie Mniów.
| SIMC    | Nazwa     | Rodzaj    |
| ------- | --------- | --------- |
| 0992272 | Łazy      | część wsi |
| 0992289 | W Dołach  | część wsi |
| 0992295 | Żabieniec | część wsi |

Wieś leżąca w powiecie chęcińskim województwa sandomierskiego należała w XVI wieku do Tarłów. W latach 1975–1998 miejscowość administracyjnie należała do województwa kieleckiego.